# Ronja Foss Arnesen
Ronja Foss Arnesen (4 september 2006) is een Noors voetbalspeelster. Ze speelt als middenvelder voor Vålerenga IF in de Toppserien.

## Clubcarrière
Arnesen kwam tot haar zestiende uit voor Nordstrand IF. Op deze leeftijd maakte ze de overstap naar Vålerenga IF, uitkomend in de Toppserien. Door een leeftijdsbeperking mocht ze niet eerder uitkomen in de Noorse competitie en speelde ze haar wedstrijden voor Nordstrand FK. Arnesen maakte in een bekerwedstrijd tegen Porsanger IL op 1 mei 2023 haar debuut in het eerste elftal van de Oslose club. Op 16 juni 2023 maakte ze eveneens haar debuut in de Toppserien door in te vallen in een uitwedstrijd tegen Åsane Fotball. Arnesen tekende in november 2023 haar eerste profcontract bij Vålerenga IF. In haar tweede seizoen won ze met de club de dubbel en kwam ze uit in de Champions League. Het was voor het eerst dat Vålerenga FK zich plaatste voor de groepsfase van het miljarden. Arnesen tekende in maart 2025 een nieuwe verbintenis bij Vålerenga IF die haar tot medio 2027 aan de club verbonden houdt.

## Statistieken
| Seizoen | Club         | Land      | Competitie | Wedstrijden | Doelpunten |
| ------- | ------------ | --------- | ---------- | ----------- | ---------- |
| 2023    | Vålerenga IF | Noorwegen | Toppserien | 6           | 0          |
| 2024    | Vålerenga IF | Noorwegen | Toppserien | 21          | 2          |
| 2025    | Vålerenga IF | Noorwegen | Toppserien | 0           | 0          |
| Totaal  | Totaal       | Totaal    | Totaal     | 27          | 2          |

Laatste update: 28 maart 2025

## Interlandcarrière
Arnesen komt sinds 2024 uit voor Noorwegen -19 na eerder voor Noorwegen -18 uit te zijn gekomen.